# 卢瓦西亚
卢瓦西亚（法語：Loisia，法語發音：[lwazja]）是法国汝拉省的一个市镇，位于该省西南部，属于隆斯勒索涅区。

## 地理
卢瓦西亚（46°29'6"N, 5°27'46"E）面积11.58 平方千米，位于法国勃艮第-弗朗什-孔泰大區汝拉省，该省份为法国东部内陆省份，北起上索恩省，西北接科多尔省，西临索恩-卢瓦尔省，南至安省，东与杜省和瑞士接壤。
与卢瓦西亚接壤的市镇（或旧市镇、城区）包括：克雷西亚、舍夫罗、日尼、格赖和沙尔奈、皮莫兰、罗赛。
卢瓦西亚的时区为UTC+01:00、UTC+02:00（夏令时）。

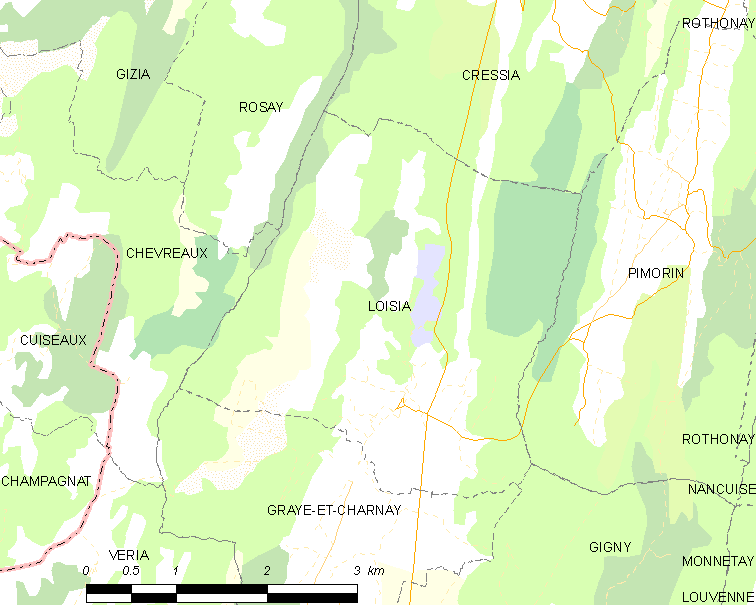
卢瓦西亚的OSM定位图

## 行政
卢瓦西亚的邮政编码为39320，INSEE市镇编码为39295。

## 政治
卢瓦西亚所属的省级选区为圣阿穆尔县。

## 交通
汝拉省省道D51线和D117线在卢瓦西亚交汇。

## 人口

1962-2008年间卢瓦西亚人口变化图示

卢瓦西亚于2022年1月1日时的人口数量为146人。